# Вебйорн Родаль
Веб'єрн Рудал (норв. Vebjørn Rodal; нар. 16 вересня 1972, Реннебу, Норвегія) — норвезький легкоатлет, що спеціалізується на бігу на середні дистанції, олімпійський чемпіон 1996 року.

## Кар'єра
| Рік                  | Змагання                       | Місто                | Місце                | Дисципліна           | Примітки             |
| Представник Норвегія | Представник Норвегія           | Представник Норвегія | Представник Норвегія | Представник Норвегія | Представник Норвегія |
| -------------------- | ------------------------------ | -------------------- | -------------------- | -------------------- | -------------------- |
| 1990                 | Чемпіонат світу серед юніорів  | Пловдив, Болгарія    | 15 (півфінал)        | 800 метрів           | 1:49.94              |
| 1991                 | Чемпіонат Європи серед юніорів | Салоніки, Греція     | 7                    | 800 метрів           | 1:50.62              |
| 1992                 | Олімпійські ігри               | Барселона, Іспанія   | 21 (півфінал)        | 800 метрів           | 1:49.53              |
| 1993                 | Чемпіонат світу                | Штутгарт, Німеччина  | 18 (півфінал)        | 800 метрів           | 1:46.50              |
| 1994                 | Чемпіонат Європи               | Гельсінкі, Фінляндія | 2                    | 800 метрів           | 1:46.53              |
| 1995                 | Чемпіонат світу                | Гетеборг, Швеція     | 3                    | 800 метрів           | 1:45.68              |
| 1996                 | Олімпійські ігри               | Атланта, США         | 1                    | 800 метрів           | 1:42.58              |
| 1997                 | Чемпіонат світу                | Афіни, Греція        | 5                    | 800 метрів           | 1:44.53              |
| 1998                 | Чемпіонат Європи в приміщенні  | Валенсія, Іспанія    | 3                    | 800 метрів           | 1:47.40              |
| 1999                 | Чемпіонат світу                | Севілья, Іспанія     | 36 (забіг)           | 1500 метрів          | 1:48.73              |
| 2000                 | Олімпійські ігри               | Сідней, Австралія    | 22 (півфінал)        | 800 метрів           | 1:48.73              |